# Vincent Onovo
Vincent Onovo (Abuja, 10 dicembre 1995) è un calciatore nigeriano, centrocampista dell'Újpest.

## Caratteristiche tecniche
È un centrocampista centrale.

## Carriera
Ha giocato nella prima divisione finlandese ed in quella ungherese.

## Palmarès

### Club

#### Competizioni nazionali
- Campionato finlandese: 2

HJK: 2017, 2018
- Coppa di Finlandia: 1

HJK: 2016-2017
- Coppa d'Ungheria: 1

Ujpest: 2020-2021